# Slowthai

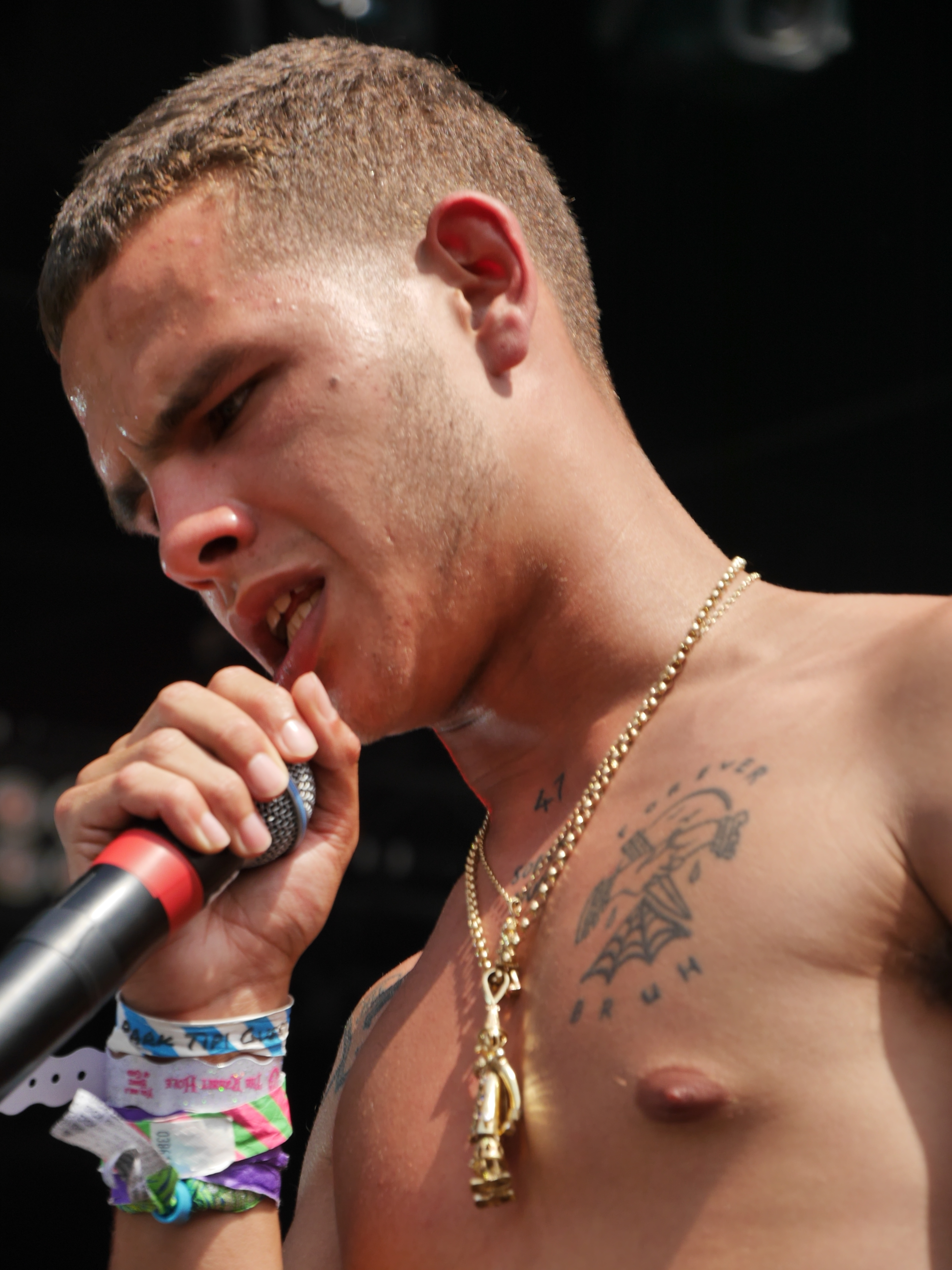
Slowthai (2019)

Tyron Kaymone Frampton (* 18. Dezember 1994 in Northampton, England), besser bekannt unter seinem Künstlernamen slowthai, ist ein britischer Rapper und Grime-Musiker. Mit Brexit-kritischen Ansichten und einem Stil zwischen Grime und Punk entwickelte er sich zu einem der populärsten Rapper seines Heimatlandes und veröffentlichte 2019 bei Method Records sein Debütalbum Nothing Great About Britain. Durch einen kontroversen Auftritt im Rahmen der Mercury-Preisverleihung desselben Jahres geriet er erstmals in die internationalen Schlagzeilen.

## Leben
Tyron Frampton kam 1994 als Sohn einer 16-jährigen barbadischen Mutter in der Industriestadt Northampton in den East Midlands nördlich von London zur Welt. Er wuchs gemeinsam mit seiner um ein Jahr jüngeren Schwester in einem Sozialbau im Osten der Stadt auf. Nachdem sein Vater die Familie früh verlassen hatte, fand er eine Identifikationsfigur in seinem irischen Stiefvater, der ihm das Angeln beibrachte und ihn in die örtliche Klubszene einführte. Tyrons sieben Jahre jüngerer Halbbruder Michael verstarb um seinen ersten Geburtstag an Muskeldystrophie, woraufhin sich sein Stiefvater den Siebenten-Tags-Adventisten zuwandte. Tyron selbst benötigte eine Aggressionstherapie, um mit dem Verlust fertig zu werden. Die Familie zerbrach einige Jahre später und Mutter Gaynor zog mit ihren beiden Kindern aus, während sie Gelegenheitsjobs ausübte.
In einer nach eigenen Angaben perspektivlosen Kindheit und Jugend gab sich Frampton kleinkriminellen Tätigkeiten hin, trank Alkohol und rauchte Cannabis. Zugleich begann er, unter anderem inspiriert durch den Film 8 Mile, hobbymäßig zu rappen. Eine Musikausbildung am Northampton College schloss er nicht ab. Als seine Mutter aus der Stadt wegzog, kam er bei der Familie eines Freundes im Vorort Little Houghton unter und kümmerte sich um dessen Kinder. Während er seinen Lebensunterhalt mit Mindestlohnjobs und lukrativerem „other stuff“ (anderem Zeug) bestritt, vertiefte er seine musikalischen Ambitionen. Er teilt sich mittlerweile ein Haus mit seiner Mutter und seiner Verlobten in seiner Heimatstadt.
Frampton ist Fußballfan und unterstützt die Vereine Northampton Town und FC Liverpool.

## Karriere
Frampton begann als Teenager zu rappen und brachte sich die Musikproduktion am Computer selbst bei. Auf der Musikschule erweiterten die Hörgewohnheiten einiger Mitschüler seinen musikalischen Horizont. So nennt er etwa Radioheads Creep als einen wichtigen neuen Einfluss aus jener Zeit. Seinen Künstlernamen Slowthai leitete er von einem Spitznamen während seiner Kindheit ab. Weil Tyron langsam und obendrein undeutlich sprach, hatten ihn die anderen Kinder „Slow Ty“ genannt.
2012 nahm Slowthai seine erste EP mit dem Namen BLU (Abkürzung für Better Less Usual) auf. Via Instagram und SoundCloud erwarb er sich eine kleine Fangemeinde und veröffentlichte 2016 seine Debüt-Single Jiggle. Der Titel über seine Heimatstadt Northampton generierte bis Februar 2019 mehr als 200.000 Aufrufe bei SoundCloud und brachte dem jungen Rapper erstmals mediale Aufmerksamkeit ein. 2017 ließ Slowthai seine zweite Single Murder und die beiden EPs Slowitdown und I Wish I Knew folgen. 2018 veröffentlichte er mehrere Singles mit Horror-inspirierten Musikvideos, darunter T n Biscuits, Polaroid und North Nights, sowie seine vorläufig letzte EP Runt. Im selben Jahr absolvierte er seine erste internationale Tournee, die ihn unter anderem nach New York City, Dubai und Kapstadt führte.

### DebütalbumNothing Great About Britain
Nachdem er mit seiner offen zur Schau gestellten Anti-Brexit-Haltung und Ansagen wie „Fuck Theresa May!“ auf sich aufmerksam gemacht hatte, reihte ihn die BBC im folgenden Januar auf Platz vier des Sound of 2019. Als Promotion für sein Debütalbum Nothing Great About Britain ließ Slowthai in London Plakatwände mit Fakten über Großbritannien seit dem Brexit-Referendum 2016 aufstellen, unter anderem „Recorded offenses of hate crime in the U.K. have increased by 123 percent in the last five years“ (Die Zahl der im Vereinigten Königreich verzeichneten Hassverbrechen hat sich in den letzten fünf Jahren um 123 Prozent erhöht). Daneben tourte er auf der 99p Tour – Konzerttickets wurden für 99 Pence verkauft – durch ausgewählte Pubs und Bars in England. Das Album, dessen Veröffentlichung ursprünglich für einen der geplanten Brexit-Termine vorgesehen war, erschien schließlich am 17. Mai 2019. Es erreichte Platz neun der britischen Albumcharts und brachte dem Künstler mehrere Auszeichnungen und Nominierungen sowie hervorragende Kritiken, unter anderem vom Guardian und Pitchfork, ein. Mura Masa und Skepta sind mit Gastauftritten vertreten, letzterer auf der erfolgreichen Single-Auskopplung Inglorious.
Später tourte Slowthai mit Liam Gallagher, wechselte dann aber, um seine Bekanntheit zu steigern, in die USA, wo er im Vorprogramm von Brockhampton auftrat. In der Folge war er auf dem Track Heaven Belongs to You auf dem vierten Studioalbum der Amerikaner zu hören.

### Johnson-Kontroverse

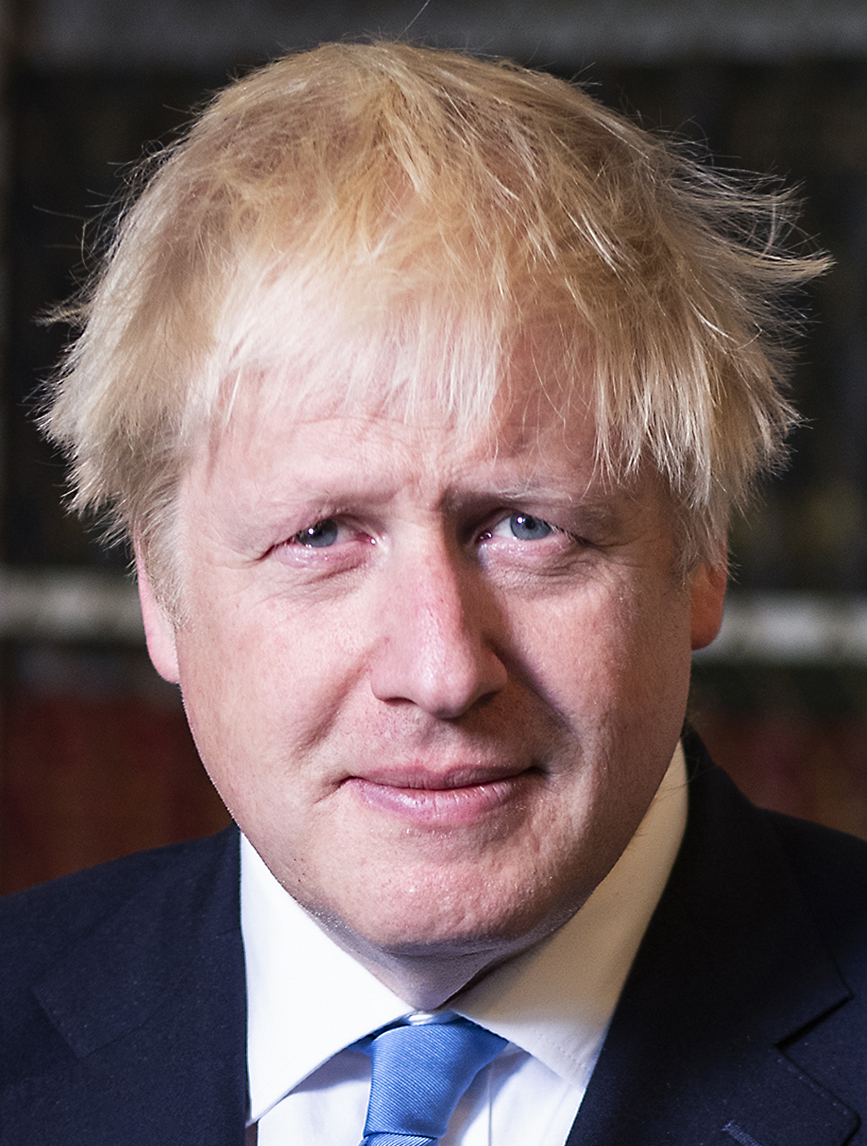
Boris Johnson (2019)

Am 19. September 2019 sorgte Slowthai im Rahmen der Verleihungszeremonie des Mercury Prize im Eventim Apollo in London für einen Eklat. Im Zuge der Darbietung seines Liedes Doorman hielt er eine Replik des abgetrennten Kopfes von Premierminister Boris Johnson hoch, die er mit den Worten „Fuck Boris Johnson! Fuck everything!“ und in Anlehnung an sein nominiertes Album „And there ain’t nothing great about Britain!“ (etwa „An Britannien ist nichts großartig“) kommentierte. Das Saalpublikum quittierte seinen Auftritt mit stürmischem Beifall. Später postete Slowthai ein Foto auf Instagram, das ihn in einem T-Shirt mit dem Aufdruck „Fuck Boris“ zeigt und er über seinen Onlineshop zum Verkauf anbot.
Neben dem britischen Boulevard reagierten viele Menschen vor allem via Social Media empört. Die Daily Mail fasste den Tenor mit den Worten „dumb, embarrassing and dangerous“ (dumm, peinlich und gefährlich) zusammen. Die Aktion machte den jungen Rapper auch über die Landesgrenzen hinaus bekannt. Slowthai distanzierte sich danach von jeglicher Gewalt und erklärte die Aktion als „Metapher“ auf die Politik der britischen Regierung.

“Last night I held a mirror up to this country and some people don’t like its reflection.”

„Letzte Nacht habe ich diesem Land einen Spiegel vorgehalten und manche Leute mögen sein Spiegelbild nicht.“

### Kollaborationen undTyron
Wenige Wochen nach der Preisverleihung absolvierte Slowthai die Bet Ya a £5er Tour mit fünf über ganz Großbritannien verteilten Auftrittsorten und einem pauschalen Eintrittspreis von fünf Pfund. Während der Konzerte ließ er Spiegel auf der Bühne positionieren, um seinem Publikum zu zeigen, was an Britannien tatsächlich groß ist. Ende des Jahres gewann er einen International Music Award in der Kategorie Commitment, bei den NME Awards wurde seine Zusammenarbeit mit Mura Masa ausgezeichnet.
2020 kollaborierte Slowthai mit weiteren Künstlern. Im Januar erschien die Comeback-Single Momentary Bliss der virtuellen Band Gorillaz, auf der er neben dem Punk-Duo Slaves vertreten ist. Gemeinsam mit Disclosure und Aminé nahm er die Single My High auf, die am Jahresende für einen Grammy Award in der Kategorie Best Dance Recording nominiert wurde. Im Zuge der COVID-19-Pandemie arbeitete er an seinem zweiten Studioalbum Tyron, das Mitte Februar 2021 erschien. Das Album erhielt positive Rezensionen und stieg eine Woche nach Veröffentlichung auf Platz eins in die britischen Charts ein.

## Stil
Slowthai orientiert sich musikalisch an Grime und US-Hip-Hop, wird zuweilen aber auch mit Punk assoziiert. Kitty Empire vom Guardian nannte seinen Musikstil „Grime-Punk“, Kev Geoghegan schrieb 2019 für die BBC „He’s either a grime MC making punk music or a punk making rap music“ (Er ist entweder ein Grime-MC, der Punkmusik macht oder ein Punk, der Rapmusik macht). Sein „scharfer und abrasiver, aber zugleich charmanter“ Sound erinnert an Künstler wie Dizzee Rascal, Mike Skinner, Slaves und The Specials. Laut Joe Zadeh vom Crack Magazine bewegt sich Slowthai zwischen anarchisch-experimenteller Protestmusik und radiofreundlichen Singles.
Textlich verarbeitet Slowthai sein eigenes Leben im glanzlosen Northampton und gibt der perspektivlosen Jugend in der Brexit-Ära eine Stimme. Er positionierte sich wiederholt gegen den EU-Austritt des Vereinigten Königreichs und gegen die britische Monarchie, deren Idee er als „primitiv“ bezeichnet. Während er in vielen Liedern das Bild eines gespaltenen Landes zeichnet, scheut er andererseits nicht davor zurück, Vulnerabilität auszudrücken. In Northampton’s Child etwa thematisiert er die Beziehung zu seiner Mutter: „You’re the strongest person I know / Made us happy even when you felt down“. Seine Musikvideos referenzieren Filme wie A Clockwork Orange, Shining und Trainspotting.
Trotz teilweise harscher Kritik an seinem Heimatland setzt Slowthai bei Liveshows und Fotoshootings auf nationale Ikonografie. Als er begann, mit dem Union Jack aufzutreten, wurde er zunächst fälschlicherweise für einen Vertreter der rechtsextremen English Defence League gehalten. Über die Flagge sagte er „The flag is a way of saying I’m proud to be from here but in the same way I could burn it, you know what I mean?“ Seine energiegeladenen, oft von Moshpits begleiteten Konzerte beendet er meistens mit nacktem Oberkörper und stellt dabei seine zahlreichen Tätowierungen zur Schau. Das „NN“ auf seinem Mittelfinger zeigt die Verbundenheit mit Northampton, über seiner Brust trägt er den Schriftzug „SORRY MUM“, laut eigenen Angaben der häufigste Satz seines Heranwachsens.

## Diskografie

### Studioalben
| Jahr | Titel                       | Höchstplatzierung, Gesamtwochen, AuszeichnungChartplatzierungen (Jahr, Titel, Platzierungen, Wochen, Auszeichnungen, Anmerkungen) | Höchstplatzierung, Gesamtwochen, AuszeichnungChartplatzierungen (Jahr, Titel, Platzierungen, Wochen, Auszeichnungen, Anmerkungen) | Höchstplatzierung, Gesamtwochen, AuszeichnungChartplatzierungen (Jahr, Titel, Platzierungen, Wochen, Auszeichnungen, Anmerkungen) | Höchstplatzierung, Gesamtwochen, AuszeichnungChartplatzierungen (Jahr, Titel, Platzierungen, Wochen, Auszeichnungen, Anmerkungen) | Anmerkungen                            |
| Jahr | Titel                       | DE | AT | CH | UK | Anmerkungen                            |
| ---- | --------------------------- | --- | --- | --- | --- | -------------------------------------- |
| 2019 | Nothing Great About Britain | — | — | — | UK9 Silber · (3 Wo.)UK | Erstveröffentlichung: 17. Mai 2019     |
| 2021 | Tyron                       | DE23 (1 Wo.)DE | AT43 (1 Wo.)AT | CH24 (2 Wo.)CH | UK1 Silber · (4 Wo.)UK | Erstveröffentlichung: 12. Februar 2021 |
| 2023 | Ugly                        | — | — | CH91 (1 Wo.)CH | UK2 (2 Wo.)UK | Erstveröffentlichung: 3. März 2023     |

### EPs
- 2017: Slowitdownn
- 2017: I Wish I Knew
- 2018: Runt

### Singles als Leadmusiker
| Jahr | Titel Album                            | Höchstplatzierung, Gesamtwochen, AuszeichnungChartplatzierungen (Jahr, Titel, Album, Platzierungen, Wochen, Auszeichnungen, Anmerkungen) | Höchstplatzierung, Gesamtwochen, AuszeichnungChartplatzierungen (Jahr, Titel, Album, Platzierungen, Wochen, Auszeichnungen, Anmerkungen) | Höchstplatzierung, Gesamtwochen, AuszeichnungChartplatzierungen (Jahr, Titel, Album, Platzierungen, Wochen, Auszeichnungen, Anmerkungen) | Höchstplatzierung, Gesamtwochen, AuszeichnungChartplatzierungen (Jahr, Titel, Album, Platzierungen, Wochen, Auszeichnungen, Anmerkungen) | Anmerkungen                                                               |
| Jahr | Titel Album                            | DE | AT | CH | UK | Anmerkungen                                                               |
| --- | -------------------------------------- | --- | --- | --- | --- | ------------------------------------------------------------------------- |
| 2019 | Inglorious Nothing Great About Britain | — | — | — | UK50 (2 Wo.)UK | Erstveröffentlichung: 16. Mai 2019 feat. Skepta                           |
| 2020 | My High Energy                         | — | — | — | UK86 (1 Wo.)UK | Erstveröffentlichung: 3. Juli 2020 mit Disclosure & Aminé                 |
| 2020 | Feel Away Tyron                        | — | — | — | UK92 (1 Wo.)UK | Erstveröffentlichung: 15. September 2020 feat. James Blake & Mount Kimbie |
| 2021 | Mazza Tyron                            | — | — | — | UK72 (2 Wo.)UK | Erstveröffentlichung: 5. Januar 2021 feat. ASAP Rocky                     |
| 2021 | Cancelled Tyron                        | — | — | — | UK39 (2 Wo.)UK | Erstveröffentlichung: 9. Februar 2021 mit Skepta                          |
| Folgende Lieder erschienen nicht als Single, wurden aber durch das Album zum Download und Streaming bereitgestellt und konnten somit eine Platzierung erlangen: |                                        | | | | |                                                                           |
| |                                        | | | | |                                                                           |
| 2021 | Terms Tyron                            | — | — | — | UK71 (1 Wo.)UK | Charteinstieg: 19. Februar 2021 feat. Dominic Fike & Denzel Curry         |

Weitere Singles
- 2016: Jiggle
- 2017: Murder
- 2018: T n Biscuits (UK: Silber)
- 2018: The Bottom
- 2018: North Nights
- 2018: Ladies
- 2018: Polaroid
- 2018: Drug Dealer
- 2018: Rainbow
- 2018: Doorman (mit Mura Masa, UK: Silber)
- 2019: Peace of Mind
- 2019: Gorgeous
- 2019: Nothing Great About Britain
- 2019: Toaster
- 2019: Psycho (mit Denzel Curry)
- 2019: Deal wiv It (mit Mura Masa)
- 2020: Enemy
- 2020: Magic (mit Kenny Beats)
- 2020: BB (Bodybag)
- 2020: NHS

### Singles als Gastmusiker
| Jahr | Titel Album                                             | Höchstplatzierung, Gesamtwochen, AuszeichnungChartplatzierungen (Jahr, Titel, Album, Platzierungen, Wochen, Auszeichnungen, Anmerkungen) | Höchstplatzierung, Gesamtwochen, AuszeichnungChartplatzierungen (Jahr, Titel, Album, Platzierungen, Wochen, Auszeichnungen, Anmerkungen) | Höchstplatzierung, Gesamtwochen, AuszeichnungChartplatzierungen (Jahr, Titel, Album, Platzierungen, Wochen, Auszeichnungen, Anmerkungen) | Höchstplatzierung, Gesamtwochen, AuszeichnungChartplatzierungen (Jahr, Titel, Album, Platzierungen, Wochen, Auszeichnungen, Anmerkungen) | Anmerkungen                                                            |
| Jahr | Titel Album                                             | DE | AT | CH | UK | Anmerkungen                                                            |
| ---- | ------------------------------------------------------- | --- | --- | --- | --- | ---------------------------------------------------------------------- |
| 2020 | Momentary Bliss Song Machine, Season One: Strange Timez | — | — | — | UK58 (1 Wo.)UK | Erstveröffentlichung: 30. Januar 2020 Gorillaz feat. slowthai & Slaves |
| 2021 | Glidin’ –                                               | — | — | — | UK78 (1 Wo.)UK | Erstveröffentlichung: 4. Juni 2021 PA Salieu feat. slowthai            |

Weitere Gastbeiträge
- 2017: Interior (JD Reid feat. 808INK, slowthai & Oscar #Worldpeace)
- 2018: Noddy (Earbuds feat. slowthai)
- 2019: High Beams (Flume feat. slowthai)
- 2019: Lighthouse (Take a Daytrip feat. Rico Nasty, slowthai & IceColdBishop)

## Auszeichnungen
| Jahr | Award                     | Nominiertes Werk                 | Kategorie                    | Resultat  |
| ---- | ------------------------- | -------------------------------- | ---------------------------- | --------- |
| 2019 | UK Music Video Awards     | Inglorious                       | Best Urban Video             | Nominiert |
| 2019 | Q Awards                  | Er selbst                        | Breakthrough Act             | Nominiert |
| 2019 | Q Awards                  | Nothing Great About Britain      | Best Album                   | Nominiert |
| 2019 | Mercury Prize             | Nothing Great About Britain      | –                            | Nominiert |
| 2019 | International Music Award | Er selbst                        | Commitment                   | Gewonnen  |
| 2020 | NME Awards                | Nothing Great About Britain      | Best Album                   | Nominiert |
| 2020 | NME Awards                | Nothing Great About Britain      | Best Album in the World      | Nominiert |
| 2020 | NME Awards                | Deal Wiv It (mit Mura Masa)      | Best British Song            | Nominiert |
| 2020 | NME Awards                | Deal Wiv It (mit Mura Masa)      | Best Song in the World       | Nominiert |
| 2020 | NME Awards                | Er selbst                        | Best British Solo Act        | Nominiert |
| 2020 | NME Awards                | Er selbst                        | Best Solo Act in the World   | Nominiert |
| 2020 | NME Awards                | Er selbst                        | Best Live Act                | Nominiert |
| 2020 | NME Awards                | Er selbst mit Mura Masa          | Best Collaboration           | Gewonnen  |
| 2020 | UK Music Video Awards     | Psycho (mit Denzel Curry)        | Best Hip Hop/Grime/Rap Video | Nominiert |
| 2020 | UK Music Video Awards     | Deal Wiv It (mit Mura Masa)      | Best Dance/Electronic Video  | Nominiert |
| 2020 | UK Music Video Awards     | My High (mit Disclosure & Aminé) | Best Dance/Electronic Video  | Gewonnen  |
| 2020 | UK Music Video Awards     | My High (mit Disclosure & Aminé) | Best Editing in a Video      | Nominiert |
| 2021 | Grammy Awards             | My High (mit Disclosure & Aminé) | Best Dance Recording         | Nominiert |